# Saint-Roch-sur-Égrenne

Saint-Roch-sur-Égrenne este o comună în departamentul Orne, Franța. În 1 ianuarie 2022 avea o populație de 150 de locuitori.